# Sainte-Marie-de-Vatimesnil
Sainte-Marie-de-Vatimesnil è un comune francese di 256 abitanti situato nel dipartimento dell'Eure nella regione della Normandia.

## Società

### Evoluzione demografica
Abitanti censiti